# Тундра (космический аппарат)
Тундра (изделие 14Ф142) — космический аппарат Единой космической системы (ЕКС) «Купол», предназначенный для обнаружения пусков ракет и пришедший на смену системе Око-1.
Первый спутник планировался к запуску в 4 квартале 2014 года, однако был запущен лишь 17 ноября 2015 года.
В декабре 2016 года первый заместитель главкома ВКС генерал Павел Кураченко сообщал, что до 2020 года в строй планируется ввести около десяти таких спутников и построить пять радиолокационных станций СПРН. По данным ТАСС на 2017 год, десять аппаратов должны были оказаться на орбите лишь к 2022 году. Однако к началу 2022 года на орбите было размещено лишь пять аппаратов (см. ниже).

## Назначение
Аппараты «Тундра» должны заменить спутники системы «ОКО-1» (геостационарные 71Х6 и высокоэллиптические 73Д6), которая была способна только засечь факел стартующей баллистической ракеты — определение траектории ложилось на наземные службы СПРН, что значительно увеличивало время, необходимое для сбора информации. Система «Тундра» сама определяет параметры баллистической траектории ракеты и вероятный район поражения. Кроме того, «Тундра» будет фиксировать пуски и траектории не только баллистических, но и, например, ракет, запущенных с подводных лодок. Указывается, что это «аппараты пятого поколения».
На спутнике установлена система боевого управления, то есть через спутник можно отдавать сигнал о нанесении ответного удара.

## Разработка
Разрабатывался при участии центрального научно-исследовательского института «Комета» (Модуль Полезной Нагрузки) и ракетно-космической корпорации «Энергия» (разработка платформы). Корпорация «Комета» (до мая 2012 года — ФГУП ЦНИИ «Комета») ранее занималась проектированием и разработкой комплекса противокосмической обороны, Космической системы раннего обнаружения стартов межконтинентальных баллистических ракет первого и второго поколения, а также космического эшелона СПРН (система ОКО).
В создании «Отсека А» и «Отсека Б» (оба составляют «модуль целевой аппаратуры» КА «Тундра») приняло непосредственное участие НПО имени С. А. Лавочкина, разработавшее элементы несущей конструкции (в частности, каркасы обоих отсеков, сотопанели с оборудованием и без), внутренней и внешней навески (приёмники, теплопроводы, радиаторы, остронаправленные антенны, направленные антенны), а также обеспечившее прочностные и динамические расчёты.
По информации газеты «Ведомости» Минобороны России имеет к «Энергии» претензий на сумму около 36 млрд руб. Они сформировались в большей степени из-за срыва сроков разработки нового разгонного блока 14С48 (ОКР «Персей-КВ») для ракеты-носителя «Ангара-А5», а также из-за сложностей с развертыванием серийного производства спутников типа «Тундра» (изделие 14Ф142), входящих в Единую космическую систему обнаружения и боевого управления (ЕКСОиБУ).

## Эксплуатация
Управление ведётся из Центрального командного пункта СПРН (Серпухов-15).
| Название              | Дата запуска                | Стартовая площадка  | Ракета-носитель      | NSSDC ID  | SCN   | Статус    | Примечания           |
| --------------------- | --------------------------- | ------------------- | -------------------- | --------- | ----- | --------- | -------------------- |
| Космос-2510 (ЕКС № 1) | 17 ноября 2015, 9:34 МСК    | Плесецк, Пл. № 43/4 | Союз-2.1б / Фрегат   | 2015-066A | 41032 | на орбите | [ 11 ]               |
| Космос-2518 (ЕКС № 2) | 25 мая 2017, 9:33 МСК       | Плесецк, Пл. № 43/4 | Союз-2.1б / Фрегат-М | 2017-027A | 42719 | на орбите | [ 12 ] [ 3 ] [ 13 ]  |
| Космос-2541 (ЕКС № 3) | 26 сентября 2019, 10:46 МСК | Плесецк, Пл. № 43/4 | Союз-2.1б / Фрегат-М | 2019-065A | 44552 | на орбите | [ 14 ] [ 15 ] [ 16 ] |
| Космос-2546 (ЕКС № 4) | 22 мая 2020, 10:31 МСК      | Плесецк, Пл. № 43/4 | Союз-2.1б / Фрегат-М | 2020-031A | 45608 | на орбите | [ 17 ]               |
| Космос-2552 (ЕКС № 5) | 25 ноября 2021, 04:09 МСК   | Плесецк, Пл. № 43/4 | Союз-2.1б / Фрегат   | 2021-113A | 49503 | на орбите | [ 18 ]               |